# Víctor García (kierowca wyścigowy)
Víctor García (ur. 5 lutego 1990 na wyspie Madrycie) – hiszpański kierowca wyścigowy.

## Kariera

### Formuła 3
Garcia karierę rozpoczął w wyścigach samochodowych w 2006 roku, od startów w Hiszpańskiej Formule 3. W ciągu czterech wyścigów nie zdołał jednak zdobyć punktów. Rok później stanął już nawet na podium. Z dorobkiem 24 punktów ukończył sezon na 12 pozycji w klasyfikacji generalnej. W 2008 roku stawał na podium już dwukrotnie, jednak nie zdołał się poprawić. Był  bowiem 15 w klasyfikacji końcowej. Prócz startów w Formule 3 Euroseries sezon 2009 poświęcił na występy Brytyjskiej Formule 3. Z dorobkiem 30 punktów był 14 w klasyfikacji.

### Formuła Renault 3.5
W 2010 roku Hiszpan rozpoczął starty w prestiżowej Formule Renault 3.5. Startował tam początkowo w rosyjskiej ekipie KMP Racing. Występy we wszystkich wyścigach dały mu jednak tylko cztery punkty. Sezon ukończył na 24 miejscu.

### Formuła Acceleration 1
W sezonie 2014 Hiszpan reprezentował barwy swojego kraju w nowo utworzonej Formule Acceleration 1. Z dorobkiem pięciu punktów uplasował się na 22 pozycji w końcowej klasyfikacji kierowców.

## Statystyki
| Sezon | Seria                                      | Zespół                | Wyścigi | Zwycięstwa | PP | NO | Podium | Punkty | Pozycja |
| ----- | ------------------------------------------ | --------------------- | ------- | ---------- | -- | -- | ------ | ------ | ------- |
| 2006  | Hiszpańska Formuła 3                       | ECA Racing            | 4       | 0          | 0  | 0  | 0      | 0      | NS      |
| 2007  | Hiszpańska Formuła 3                       | GTA Motor Competicion | 16      | 0          | 0  | 0  | 1      | 24     | 12      |
| 2008  | Hiszpańska Formuła 3                       | TEC Auto              | 17      | 0          | 0  | 1  | 2      | 28     | 15      |
| 2008  | Hiszpańska Formuła 3                       | RP Motorsport         | 17      | 0          | 0  | 1  | 2      | 28     | 15      |
| 2008  | Europejski Puchar Formuły Renault 2.0      | Prema Powerteam       | 2       | 0          | 0  | 0  | 0      | 0      | NS      |
| 2009  | Brytyjska Formuła 3 - Międzynarodowa seria | Fortec Motorsport     | 20      | 0          | 0  | 0  | 1      | 30     | 14      |
| 2009  | Formuła 3 Euro Series                      | Prema Powerteam       | 2       | 0          | 0  | 0  | 0      | 0      | NS      |
| 2009  | Grand Prix Makau                           | Fortec Motorsport     | 1       | 0          | 0  | 0  | 0      | N/A    | 11      |
| 2009  | Masters of Formula 3                       | Fortec Motorsport     | 1       | 0          | 0  | 0  | 0      | N/A    | 22      |
| 2010  | Formuła Renault 3.5                        | KMP Racing            | 17      | 0          | 0  | 0  | 0      | 4      | 24      |
| 2011  | Firestone Indy Lights                      | Team Moore Racing     | 7       | 1          | 1  | 1  | 2      | 199    | 11      |
| 2014  | Formuła Acceleration 1                     | Moma Motorsport       | 2       | 0          | 0  | 0  | 0      | 5      | 22      |

## Wyniki w Formule Renault 3.5
| Legenda oznaczeń w tabelach wyników Wyświetl szablon na nowej stronie | Legenda oznaczeń w tabelach wyników Wyświetl szablon na nowej stronie                                                                     |
| Oznaczenie                                                            | Wyjaśnienie |
| --------------------------------------------------------------------- | --- |
| Złoty                                                                 | Zwycięzca lub mistrzostwo |
| Srebrny                                                               | 2. miejsce lub wicemistrzostwo |
| Brązowy                                                               | 3. miejsce lub II wicemistrzostwo |
| Zielony                                                               | Ukończył, punktował (w klasyfikacji generalnej, gdy zdobył co najmniej jeden punkt na przestrzeni sezonu, poza trzema powyższymi opcjami) |
| Niebieski                                                             | Ukończył, nie punktował (w klasyfikacji generalnej, gdy nie zdobył co najmniej jednego punktu na przestrzeni sezonu)                      |
| Czerwony                                                              | Nie zakwalifikował się (NZ) |
| Czerwony                                                              | Nie prekwalifikował się (NPK) |
| Różowy                                                                | Nie ukończył (NU) |
| Różowy                                                                | Niesklasyfikowany (NS) (w klasyfikacji generalnej, gdy nie został sklasyfikowany w żadnym wyścigu sezonu)                                 |
| Czarny                                                                | Zdyskwalifikowany (DK) |
| Czarny                                                                | Wykluczony (WYK/EX) |
| Biały                                                                 | Nie wystartował (NW) |
| Biały                                                                 | Kontuzjowany (K/INJ) |
| Biały                                                                 | Wyścig odwołany (OD/C) |
| Bez koloru                                                            | Został wycofany (WYC/WD) |
| Bez koloru                                                            | Nie przybył (NP/DNA) |
| Bez koloru                                                            | Nie brał udziału w treningach (NT/DNP) |
| Bez koloru                                                            | Nie został zgłoszony (–) |
| Pogrubienie                                                           | Start z pole position |
| Kursywa                                                               | Najszybsze okrążenie wyścigu |
| †                                                                     | Nie ukończył, ale jego rezultat został zaliczony ze względu na przejechanie więcej niż 90% dystansu wyścigu.                              |
| *                                                                     | Sezon w trakcie |
| 1/2/3                                                                 | Punktowana pozycja w sprincie kwalifikacyjnym                                                                                             |
| Lista systemów punktacji Formuły 1                                    | |

| Rok  | Zespół     | Wyniki w poszczególnych eliminacjach | Wyniki w poszczególnych eliminacjach | Wyniki w poszczególnych eliminacjach | Wyniki w poszczególnych eliminacjach | Wyniki w poszczególnych eliminacjach | Wyniki w poszczególnych eliminacjach | Wyniki w poszczególnych eliminacjach | Wyniki w poszczególnych eliminacjach | Wyniki w poszczególnych eliminacjach | Wyniki w poszczególnych eliminacjach | Wyniki w poszczególnych eliminacjach | Wyniki w poszczególnych eliminacjach | Wyniki w poszczególnych eliminacjach | Wyniki w poszczególnych eliminacjach | Wyniki w poszczególnych eliminacjach | Wyniki w poszczególnych eliminacjach | Wyniki w poszczególnych eliminacjach | Punkty | Pozycja |
| ---- | ---------- | ------------------------------------ | ------------------------------------ | ------------------------------------ | ------------------------------------ | ------------------------------------ | ------------------------------------ | ------------------------------------ | ------------------------------------ | ------------------------------------ | ------------------------------------ | ------------------------------------ | ------------------------------------ | ------------------------------------ | ------------------------------------ | ------------------------------------ | ------------------------------------ | ------------------------------------ | ------ | ------- |
| 2010 | KMP Racing | ARA                                  | ARA                                  | BEL                                  | BEL                                  | MON                                  | CZE                                  | CZE                                  | FRA                                  | FRA                                  | HUN                                  | HUN                                  | DEU                                  | DEU                                  | GBR                                  | GBR                                  | CAT                                  | CAT                                  | 4      | 24      |
| 2010 | KMP Racing | NU                                   | 10                                   | NU                                   | NU                                   | 12                                   | NU                                   | 20                                   | 19†                                  | 15                                   | 12                                   | 18                                   | NU                                   | 18                                   | 8                                    | 21                                   | NU                                   | NU                                   | 4      | 24      |